# 닐람 파루크
닐람 파루크(Nilam Farooq, 1989년 9월 26일 ~ )는 독일의 배우, 블로거이다.

## 출연 작품
- 하일슈타텐 (2018)
- 마이 블라인드 라이프 (2017)